# Raveniella
Raveniella là một chi nhện trong họ Micropholcommatidae.